# Nghĩa Hòa, Tư Nghĩa
Nghĩa Hòa là một xã thuộc huyện Tư Nghĩa, tỉnh Quảng Ngãi, Việt Nam. Bao gồm 4 thôn: Thu Xà, Hòa Phú, Hòa Bình, Hòa Tân
Xã Nghĩa Hòa có diện tích 9,81 km², dân số năm 1999 là 12568 người, mật độ dân số đạt 1281 người/km².

## Giáo dục
Các trường Mầm Non:
-Trường mầm non Nghĩa Hòa
-Trường mầm non tư thục Kim Đồng
-Trường mầm non tư thục Sơn Ca
-Và nhiều trường khác
Các trường Tiểu Học
-Trường TH Tây Hòa
-Trường TH Đông Hòa (Phan Văn Đường)
Các trường Trung Học Cơ Sở
-Trường THCS Nghĩa Hòa
Các trường Trung Học Phổ Thông
-Trường THPT Thu Xà (Trường Đạt Chuẩn Quốc Gia)